# Jan Sawicki (działacz)
Jan Sawicki (ur. w 1896 - zm. 22 stycznia 1945, Gross-Rosen), działacz socjalistyczny, murarz, organizator i uczestnik strajków, członek PPS, współzałożyciel OM TUR na krakowskim Zwierzyńcu, redaktor odpowiedzialny pisma „Robotnik Budowlany” (wydawanego 1921-1922 i 1924-1934). 
W 1938 radny miejski Krakowa. Podczas II wojny światowej kierował konspiracyjną komórką PPS w dzielnicy Zwierzyniec. W 1943 aresztowany i przewieziony do obozu w Auschwitz, następnie do KL Gross-Rosen, gdzie zmarł w obozowym szpitalu.